# Loxophora dammersi
Loxophora dammersi är en insektsart som beskrevs av Van Duzee 1934. Loxophora dammersi ingår i släktet Loxophora och familjen Dictyopharidae. Inga underarter finns listade i Catalogue of Life.